# Klisura (distrikt i Bulgarien, Oblast Sofija)
Klisura (bulgariska: Клисура) är ett distrikt i Bulgarien.   Det ligger i kommunen Obsjtina Samokov och regionen Sofijska oblast, i den västra delen av landet, 40 km söder om huvudstaden Sofia.
I omgivningarna runt Klisura växer i huvudsak blandskog. Runt Klisura är det ganska glesbefolkat, med 38 invånare per kvadratkilometer.